# Evergreen Terrace
Evergreen Terrace is een melodieuze metalcore band uit Jacksonville, Florida. De band is gestart in 1999 en vernoemd naar de straat waar The Simpsons wonen.

## Biografie
In 1999 brengt Evergreen Terrace gevormd door Josh James (gitaar), Andrew Carey (zang), Josh "Woody" Willis (gitaar), Josh Smith (basgitaar) en Christopher Brown (drums), een demo-ep en een split-ep uit samen met 'Cordelle'. Al na 8 maanden na het opstarten van de band worden Woody en Josh Smith vervangen door Craig Chaney (gitaar/zang) en Jason Southwell (basgitaar). Op 31 juli 2001 komt het debuutalbum 'Losing All Hope Is Freedom' uit via Indianola Records uit. Bij hetzelfde label wordt er op 20 mei 2002 ook een Split-ep uitgebracht met xOne Fifthx, getiteld 'xOne Fifthx vs. Evergreen Terrace'.
Later in 2002 tekent de band bij Eulogy Recordings en brengt hun tweede studio-album 'Burned Alive By Time' uit op 26 november. Na een aantal lange tours, brengt de band in februari 2004 een cover-album uit genaamd 'Writer's Block'. Het album bevat covers van bands als U2, Smashing Pumpkins en Tears for Fears. In juli van datzelfde jaar brengt de band de cd 'At Our Worst' uit via Hand of Hope Records. Dit album bevat live optredens, B-side nummers van 'Burned Alive By Time' en 4 nummers van de eerder genoemde demo-ep. 2004 is ook het jaar dat de band voor het eerst op tour gaat buiten Amerika en Canada.
In 2005 brengt de band een live-dvd uit genaamd 'Hotter! Wetter! Stickier! Funnier!'. Daarnaast wordt op 21 juni ook hun derde studio-album 'Sincerity Is An Easy Disguise In This Business' uitgebracht. Kort daarna verlaat drummer Christopher Brown de band en wordt vervangen door Kyle 'Butters' Mims. De daaropvolgende jaren brengt de band vooral door op tour, wereldwijd. Zij delen tijdens deze tours het podium met bands als As I Lay Dying, Rise Against, Hatebreed en vele meer.
In februari 2007 tekent de band bij High Impact Recordings. Een sublabel van Metal Blade Recordings gesticht door As I Lay Dying-zanger Tim Lambesis. Later dit jaar komt hun vierde album 'Wolfbiker' uit. Ook neemt de band deel aan Warped Tour 2008.
In 2008 komt ook de ep 'Blowing Chunks' uit. Deze ep bevat 2 niet uitgebrachte nummers van de 'Wolfbiker'-studio sessies. Deze ep is alleen beschikbaar op 7" vinyl en als download.
Op 25 September 2009 brengt de band hun vijfde album 'Almost Home' uit. In December van dat jaar start de 'Almost Homeless'-tour samen met For The Fallen Dreams en Asking Alexandria. Gedurende 2010 is de band voornamelijk op tour. Hieronder vallen de 'Cheer Up Emu Kid'-tour in Australië en de Europese Persistence Tour. Ook brengen ze dit jaar de single 'Everlong' uit, een cover van The Foo Fighters.
In 2011 gaat de band op tour met Bury Your Dead, For The Fallen Dreams en verschillende andere bands. In 2012 volgt een tour met Stick To Your Guns. 
In de herfst van 2012 kondigt de band via hun Facebook-pagina aan dat ze niet langer zullen samenwerken met Metal Blade Records. Daarnaast zal Josh James Evergreen Terrace verlaten om zich fulltime te kunnen concentreren op zijn andere band, Stick To Your Guns. Ook drummer Caleb James zal de band verlaten om vervangen te worden door Brad Moxey. Ex-bassist Jason Southwell heeft zich inmiddels ook weer bij de band gevoegd. 
Recentelijk heeft de band getekend bij Rise Records. Het zesde studio-album genaamd 'Dead Horses' zal eind 2013 worden uitgebracht. 
Daarnaast zal de band in 2014 weer deelnemen aan de Europese Persistence Tour. 

## Personele bezetting
Huidige bandleden
- Andrew Carey - Zanger (1999 - heden)
- Craig Chaney - Gitarist/Zanger (2000 - heden)
- Alex Varian - Gitarist/Achtergrondzang (2012 - heden)Bassist (2009 - 2012)
- Jason Southwell - Bassist (1999 - 2009, 2012 - heden)
- Brad Moxey - Drummer (2013 - heden)

Voormalige bandleden
- Joshua "Woody" Willis - Gitarist (1999 - 2000)
- Joshua Smith - Bassist (1999 - 2000)
- Christopher "Panama" Brown - Drummer (1999 - 2005)
- Kyle "Butters" Mims - Drummer (2005 - 2010)
- Joshua "Josh" James - Gitarist (1999 - 2012)
- Caleb James - Drummer (2010 - 2013)

Tijdlijn

## Discografie

### Albums
- Losing All Hope Is Freedom (31 juli 2001)
- Burned Alive By Time (26 november 2002)
- Sincerity Is An Easy Disguise In This Business (21 juni 2005)
- Wolfbiker (24 juli 2007)
- Almost Home (29 september 2009)
- Dead Horses (10 december 2013)

### Ep's, compilaties en singles
- xOne Fifthx vs. Evergreen Terrace – split-ep (20 mei 2002)
- Writer's Block – Cover Album (17 februari 2004)
- At Our Worst – B-Sides & Live (13 juli 2004)
- Blowing Chunks – 7" ep (28 juni 2008)
- Everlong – Single (16 maart 2010)

### Music Videos
- New Friend Request (2005)
- Chaney Can’t Quite Riff Like Helmet's Page Hamilton (2007)
- Sending Signals (2010)
- Enemy Sex (2010)
- Mario Speedwagon (2010)

### Dvd
- Hotter! Wetter! Stickier! Funnier! (4 januari 2005)

## Trivia
- Enkele ex-leden van Evergreen Terrace speelden ook in de hardcore-band Casey Jones.